# Hendersonia herpotricha
Hendersonia herpotricha är en svampart som beskrevs av Sacc. 1883. Hendersonia herpotricha ingår i släktet Hendersonia och familjen Phaeosphaeriaceae.   Inga underarter finns listade i Catalogue of Life.